# Сладкович, Андрей

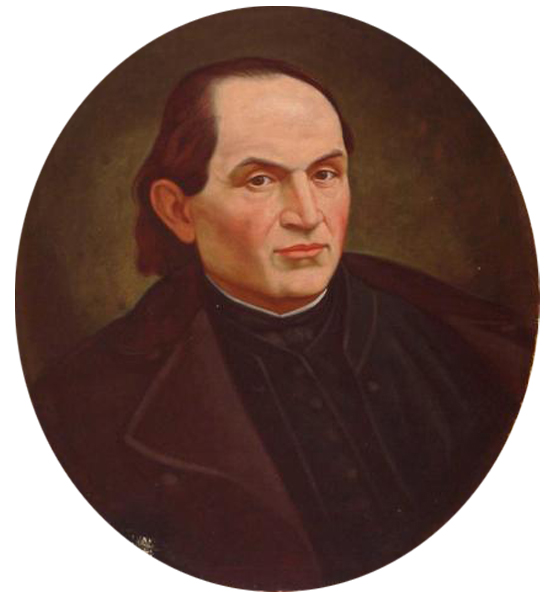
Андрей Сладкович

Андрей Сладкович (Andrej Sládkovič, наст. имя Андрей Браксаторис; 30 марта 1820, Крупина — 20 апреля 1872, Радвань, ныне часть Банской Бистрицы) — словацкий поэт-романтик, протестантский проповедник.
Развивал традиции национальной поэзии, привнёс в словацкую литературу темы и мотивы европейской поэзии романтизма. Одним из первых начал писать на словацком письменном языке, чем в значительной степени способствовал его утверждению в качестве литературного языка. В 1840 познакомился со Штуром и стал членом его литературного кружка. Во время пребывания в Галле в Германии подпал под влияние гегелевской философии.
Важнейшую часть творчества Сладковича составляют поэмы. Аллегорическая поэма «Беседы в семье Душана» (1844) — первое произведение поэта. В поэме «Марина» (Marina, 1846) он воспел свою возлюбленную, словацкую девушку Марину Гержову (Пишлову), и родную Словакию. В поэме «Детван» (Detvan, 1853) он — первый среди словацких поэтов — изобразил жизнь народа. Истории борьбы славянских народов с турками посвящены поэмы «Милица» (1858), «Граф Микулаш Шубич Зринский на Сиготе» (1866).
В лирике Сладковича патриотическая тема также занимает важнейшее место. Широко известны стихотворения «Не унижайте мой народ» (1845), «Запоем песнь о свободной родине» (1848), «Почему вы нас считаете ничем?» (1871). Сладкович испытал влияние Пушкина, которому посвятил стихотворение «Духу Пушкина» (1847).
Сладкович — автор инсценировки повести Пушкина «Барышня-крестьянка» (Nezaľúbení zaľúbenci), а также неоконченных драматических произведений — Mongoli и Dramatický zlomok. Перевёл также с французского трагедии Вольтера «Сократ», «Смерть Цезаря», «Заира» и фрагменты «Федры» Расина.
На русский язык произведения Сладковича переводили П. Нович (Н. Н. Бахтин, составитель книги «Словацкие поэты», 1901), М. А. Зенкевич.

## Издания на русском языке
- Словацкие поэты / Пер. П. Новича. 1901.
- Марина / Пер. М. Зенкевича // Словацкая поэзия XIX—XX вв., М., 1964. С.71—80.
- Марина [Фрагменты поэмы] // Европейская поэзия XIX века, М., 1977. С.736—737.